# Pidhirne (Consejo del pueblo Novotarutynska)
Pidhirne  (ucraniano: Підгірне) es un pueblo del Raión de Bolhrad en el Óblast de Odesa de Ucrania. Según el censo de 2001, tiene una población de 168 habitantes.